# Giovanbattista Davoli
Giovanni Davoli, all'anagrafe Giovanbattista Davoli (Messina, 24 luglio 1944 – Messina, 1º dicembre 2017), è stato un politico italiano.

## Biografia
Dirigente del FUAN all'Università di Messina alla fine degli anni '60, dopo il Sessantotto lascia l'organizzazione giovanile missina e diviene presidente per gli atenei di Messina e Reggio Calabria del Movimento studentesco europeo, organizzazione studentesca di estrema destra. Nel marzo 1969 è alla guida degli studenti di destra che occupano il rettorato, con scontri con gli studenti di sinistra.
Laureatosi in Giurisprudenza, diviene assistente universitario alla facoltà di economia e commercio dell'università di Messina e nel 1972 rientra nel Movimento Sociale Italiano - Destra Nazionale, aderendo alla corrente di Pino Rauti. Nel 1975 diviene consigliere comunale di Messina, dove rimarrà fino al 1990 anno in cui, come assistente ordinario, diviene docente di Istituzioni di Diritto pubblico nell'ateneo messinese.
Nel 1981 è eletto deputato all'Assemblea regionale siciliana, nel collegio provinciale di Messina per il Movimento Sociale Italiano.
Il 30 marzo 1983 subentra alla Camera dei deputati al deceduto Orazio Santagati, ma rimane in carica fino all'11 aprile dello stesso anno, aderendo al gruppo del MSI, poi opta per restare all'Ars. Non è riconfermato alle elezioni regionali del 1986. Negli anni '90 si è candidato a sindaco di Messina con una lista civica.
Muore il 1º dicembre 2017 all'età di 73 anni.

## Pubblicazioni
- Un'idea per Messina, ISSPE, 1983
- Giovani senza futuro?, ISC, 1984
- Problemi attuativi dell'articolo 46 della Costituzione, Giuffrè, 1990
- La partecipazione come diritto di libertà costituzionalmente garantito, ISSPE, 2010